# الكراريين (بني امحمد)
الكراريين هو دُوَّار يقع بجماعة كدانة، إقليم سطات، جهة الدار البيضاء سطات في المملكة المغربية. ينتمي الدوّار لمشيخة بني امحمد التي تضم 14 دوار. يقدر عدد سكانه بـ 322 نسمة حسب الإحصاء الرسمي للسكان والسكنى لسنة 2004.

## روابط خارجية
- البوابة الوطنية للجماعات الترابية
- المندوبية السامية للتخطيط